# Marina Łuczenko
Marina Łuczenko, nota anche semplicemente come Marina (Vinnycja, 3 luglio 1989), è un'attrice, cantante e modella polacca di origini ucraine.

## Biografia
Nata il 3 luglio 1989 a Vinnycja, in Ucraina, all'età di due anni si è spostata con la famiglia in Polonia.

## Vita privata
Dal maggio del 2016 è sposata con il calciatore polacco Wojciech Szczęsny, portiere della squadra spagnola Barcellona. La coppia ha avuto due figli: Liam, nato il 30 giugno 2018 e Noelia, nata il 3 luglio 2024.

## Filmografia

### Cinema
- I pół, regia di Maciej Szwabe (2009)

### Televisione
- 39 i pół - serie TV, ventisei episodi (2009)
- Usta usta - serie TV, tredici episodi (2010)
- 39 i pół tygodnia - serie TV, dieci episodi (2019)

## Discografia

### Album in studio
- 2011 – Hadrbeat
- 2017 – On My Way
- 2020 – Warstwy

### Singoli
- 2010 – Glam Pop
- 2010 – Pepper Mint
- 2011 – Electric Bass
- 2012 – Saturday Night
- 2016 – On My Way
- 2017 – Takin' Ya Rock Out
- 2017 – Hiding in the Water
- 2018 – Complete
- 2019 – News (feat. Kabe)
- 2020 – Nigdy więcej (con Young Igi)
- 2020 – Skandal (Odbijam) (con Smolasty)
- 2021 – Lip Gloss (feat. Meggie)